# Тетрартутьцерий
Тетрартутьцерий — бинарное неорганическое соединение
церия и ртути
с формулой CeHg4,
кристаллы.

## Получение
- Сплавление стехиометрических количеств чистых веществ в инертной атмосфере:

{\displaystyle {\mathsf {Ce+4Hg\ {\xrightarrow {290^{o}C}}\ CeHg_{4}}}}

## Физические свойства
Тетрартутьцерий образует кристаллы
кубической сингонии,

параметры ячейки a = 1,0932 нм

.
В более поздних работах соединению приписывают состав
Ce5Hg21 (изоморфно генэйкозартутьпентаплутонию Pu5Hg21)

или Ce11Hg45
и параметры решетки:
пространственная группа F 43m,
параметры ячейки a = 2,1857 нм
структура типа пентатетраконтартутьундекасамария Sm11Hg45
.
Соединение образуется по перитектической реакции при температуре 290 °C .